# Apollon de Gaza
Pour les articles homonymes, voir Apollon (homonymie).
 (mai 2014).
Si vous disposez d'ouvrages ou d'articles de référence ou si vous connaissez des sites web de qualité traitant du thème abordé ici, merci de compléter l'article en donnant les références utiles à sa vérifiabilité et en les liant à la section « Notes et références ».
L’Apollon de Gaza est une statue de bronze haute d’environ 1,75 m et d'un poids d'environ 460 kg découverte dans la bande de Gaza en août 2013. Elle n’est connue que par des photographies car elle a disparu depuis. Elle représente un adolescent imberbe, debout et tendant devant lui la main droite comme pour porter un objet. Sous ses pieds est encore fixée la plinthe de bronze qui lui servait de socle.

## Circonstances de la découverte
Les circonstances et le lieu précis de sa découverte sont controversés. Selon les autorités de Gaza elle aurait été découverte en août 2013 au fond de la mer par un pêcheur local, Joudat Ghrab, qui a raconté volontiers son histoire aux journalistes de la presse internationale. Bien qu’aucun spécialiste n’ait été autorisé à examiner la statue, certains archéologues ont fait remarquer que, bien que cette version ne puisse pas être exclue, les photographies de la statue ne montrent pas de traces claires d’un séjour dans la mer.
La découverte de cette statue n’est connue que par la presse. Tenue secrète dans un premier temps, elle a été d’abord évoquée fin septembre 2013 sur des sites web palestiniens et fut même brièvement proposée à la vente sur eBay avant de faire l’objet d’un article dans La Repubblica du 10 octobre 2013, ce qui pousse la police locale à saisir la statue. Elle a depuis fait l’objet d’enquêtes parues sur le site de Bloomberg Businessweek le 30 janvier 2014 et dans Le Monde du 13-14 avril 2014. Les photos qui en sont publiées ont toutes été prises le 19 septembre 2013 et aucune autre photographie plus récente ne semble avoir été diffusée.

## Description
La statue apparemment en bronze, avec des yeux rapportés, est haute d’environ 1,75 m. Elle est intacte à l’exception de deux doigts de la main gauche qui auraient été sectionnés intentionnellement au moment de sa découverte pour vérifier qu’elle n’était pas en or, et de l’œil gauche rapporté qui est manquant.
S'agit-il d’une représentation du dieu Apollon ? C'est un adolescent imberbe nu debout, le bras gauche légèrement écarté du corps et la main gauche ouverte, tendant devant lui son bras droit, la paume tournée vers le haut et les doigts écartés, sans doute pour porter un objet (une phiale ?) disparu. Le prototype archaïque de cette représentation fut la statue d’Apollon dans le temple de Didymes, due au sculpteur Canachos de Sicyone, dont dérivent plusieurs autres statues : l’Apollon du Pirée, l’Apollon de Piombino, un Apollon découvert à Pompéi dans la villa de C. Julius Polybius, l’Éphèbe de Sélinonte, tous en bronze, et l’Apollon Strangford en marbre, mutilé, qui paraît le plus proche de l’Apollon de Gaza. La tête est analogue à un buste en bronze, le Kouros Pisoni, retrouvé dans la villa des Papyrus à Herculanum : les deux œuvres reproduisent à l’évidence le même modèle. La coiffure du dieu est du même type que celle de l'Apollon de marbre figurant au centre du fronton ouest du temple de Zeus à Olympie, daté vers 460 av. J.-C.
La plinthe rectangulaire à laquelle sont encore soudés les pieds est un élément rare dans la sculpture grecque en bronze. Elle rappelle celle de l'Apollon de Cleveland qui pourrait être un original en bronze de Praxitèle (mais dans le cas de l'Apollon de Cleveland, cette plinthe serait une restauration moderne). De telles plinthes, quand elles sont d'époque, sont caractéristiques du début du Ve siècle av. J.-C.
La statue présente de nombreuses plaquettes rectangulaires de réparure, pour masquer les défauts de coulée. 
D'un point de vue stylistique la tête de l’Apollon de Gaza évoque le style sévère du début du Ve siècle av. J.-C., mais le corps gracile semble traité dans un style plus tardif. Comme les ateliers de bronziers de l’époque hellénistique et romaine pouvaient réaliser des copies d’œuvres archaïques ou classiques, cette statue ne peut pour l’instant être datée que du Ve siècle av. J.-C. au IIe siècle. Il semble que ce soit l’unique statue grecque en bronze de cette taille qui ait jamais été découverte au Proche-Orient.

## Au cinéma
- Un film documentaire a été réalisé autour de la disparition de cette statue : L'Apollon de Gaza[3], du réalisateur suisse Nicolas Wadimoff (2018). Ce film sort sur les écran français le 15 janvier 2020.
- Un film de fiction a été inspiré de cette statue : Gaza mon amour des réalisateurs palestiniens Arab et Tarzan Nasser (2020). Ce film est sorti en salles en France le 6 octobre 2021.